# Kimbolton (Ohio)
Kimbolton es un lugar designado por el censo ubicado en el condado de Guernsey en el estado estadounidense de Ohio. En el Censo de 2010 tenía una población de 144 habitantes y una densidad poblacional de 111,64 personas por km².

## Geografía
Kimbolton se encuentra ubicado en las coordenadas 40°9′3″N 81°34′33″O / 40.15083, -81.57583. Según la Oficina del Censo de los Estados Unidos, Kimbolton tiene una superficie total de 1.29 km², de la cual 1.29 km² corresponden a tierra firme y (0%) 0 km² es agua.

## Demografía
Según el censo de 2010, había 144 personas residiendo en Kimbolton. La densidad de población era de 111,64 hab./km². De los 144 habitantes, Kimbolton estaba compuesto por el 97.92% blancos, el 0% eran afroamericanos, el 0% eran amerindios, el 0% eran asiáticos, el 0% eran isleños del Pacífico, el 0% eran de otras razas y el 2.08% pertenecían a dos o más razas. Del total de la población el 0% eran hispanos o latinos de cualquier raza.